# برخانوف
برخانوف (30 أكتوبر 1977 بطاجيكستان - ) هو مدرب كرة قدم ولاعب كرة قدم طاجيكي في مركز الهجوم. شارك مع منتخب طاجيكستان لكرة القدم. أما مع النوادي، فقد لعب مع ريغار-تاداز تورسونزاده ونادي خجند وFC Shurtan ‏ وCSKA Dushanbe ‏ وBarkchi Hisor ‏ وKhayr Vahdat FK ‏ وTajik Telecom Qurghonteppa ‏.

## وصلات خارجية
- برخانوف على موقع قاعدة بيانات كرة القدم.إي يو (الإنجليزية)
- برخانوف على موقع ناشيونال فوتبول تيمز (الإنجليزية)